# Románia az 1992. évi nyári olimpiai játékokon
Románia a spanyolországi Barcelonában megrendezett 1992. évi nyári olimpiai játékok egyik részt vevő nemzete volt. Az országot az olimpián 18 sportágban 172 sportoló képviselte, akik összesen 18 érmet szereztek.

## Érmesek
| Érem  | Versenyző | Sportág       | Versenyszám               |
| ----- | --- | ------------- | ------------------------- |
| Arany | Dimitrie Popescu Dumitru Răducanu Iulica Ruican Nicolaie Taga Viorel Talapan                                                                   | Evezés        | Férfi kormányos négyes    |
| Arany | Elisabeta Oleniuc-Lipă | Evezés        | Női egypárevezős          |
| Arany | Lavinia Miloșovici | Torna         | Női talaj                 |
| Arany | Lavinia Miloșovici | Torna         | Női ugrás                 |
| Ezüst | Alina Astafei | Atlétika      | Női magasugrás            |
| Ezüst | Dǎnuţ Dobre Marin Gheorghe Claudiu Marin Vasile Măstăcan Vasile Năstase Valentin Robu Iulica Ruican Viorel Talapan Ioan Vizitiu                | Evezés        | Férfi nyolcas             |
| Ezüst | Veronica Cochelea-Cogeanu Elisabeta Oleniuc-Lipă                                                                                               | Evezés        | Női kétpárevezős          |
| Ezüst | Constanța Burcică-Pipotă Veronica Cochelea-Cogeanu Anişoara Bălan-Dobre Doina Ignat                                                            | Evezés        | Női négypárevezős         |
| Ezüst | Doina Șnep-Bălan Adriana Bazon Iulia Bobeică Elena Georgescu Victoria Lepădatu Ioana Olteanu Viorica Neculai Maria Păduraru Doina Ciucanu-Robu | Evezés        | Női nyolcas               |
| Ezüst | Cristina Bontaș Gina Gogean Vanda Hădărean Lavinia Miloșovici Maria Neculiță Mirela Pașca                                                      | Torna         | Női csapat összetett      |
| Bronz | Ioan Grigoraş | Birkózás      | Férfi kötöttfogás, 130 kg |
| Bronz | Dimitrie Popescu Dumitru Răducanu Nicolaie Taga                                                                                                | Evezés        | Férfi kormányos kettes    |
| Bronz | Leonard Doroftei | Ökölvívás     | Kisváltósúly              |
| Bronz | Sorin Babii | Sportlövészet | Férfi légpisztoly         |
| Bronz | Traian Cihărean | Súlyemelés    | Férfi 52 kg               |
| Bronz | Cristina Bontaș | Torna         | Női talaj                 |
| Bronz | Lavinia Miloșovici | Torna         | Női egyéni összetett      |
| Bronz | Laura Badea Roxana Dumitrescu Elisabeta Guzganu-Tufan Claudia Grigorescu Szabó-Lázár Réka                                                      | Vívás         | Női tőr, csapat           |

| Sport         |   |   |   | Összesen |
| Asztalitenisz | 0 | 0 | 0 | 0        |
| Atlétika      | 0 | 1 | 0 | 1        |
| Birkózás      | 0 | 0 | 1 | 1        |
| Cselgáncs     | 0 | 0 | 0 | 0        |
| Evezés        | 2 | 4 | 1 | 7        |
| Kajak-kenu    | 0 | 0 | 0 | 0        |
| Kézilabda     | 0 | 0 | 0 | 0        |
| Műugrás       | 0 | 0 | 0 | 0        |
| Ökölvívás     | 0 | 0 | 1 | 1        |
| Öttusa        | 0 | 0 | 0 | 0        |
| Sportlövészet | 0 | 0 | 1 | 1        |
| Súlyemelés    | 0 | 0 | 1 | 1        |
| Tenisz        | 0 | 0 | 0 | 0        |
| Tollaslabda   | 0 | 0 | 0 | 0        |
| Torna         | 2 | 1 | 2 | 5        |
| Úszás         | 0 | 0 | 0 | 0        |
| Vívás         | 0 | 0 | 1 | 1        |
| Összesen      | 4 | 6 | 8 | 18       |

| Naponként | Naponként    | Naponként | Naponként | Naponként | Naponként | Naponként |
| --------- | ------------ | --------- | --------- | --------- | --------- | --------- |
| Nap       | Dátum        |           |           |           | Összesen  |           |
| 1.nap     | Július 25.   | —         | —         | —         | —         |           |
| 2.nap     | Július 26.   | 0         | 0         | 1         | 1         |           |
| 3.nap     | Július 27.   | 0         | 0         | 0         | 0         |           |
| 4.nap     | Július 28.   | 0         | 1         | 1         | 2         |           |
| 5.nap     | Július 29.   | 0         | 0         | 1         | 1         |           |
| 6.nap     | Július 30.   | 0         | 0         | 1         | 1         |           |
| 7.nap     | Július 31.   | 0         | 0         | 0         | 0         |           |
| 8.nap     | Augusztus 1. | 3         | 1         | 1         | 5         |           |
| 9.nap     | Augusztus 2. | 1         | 3         | 1         | 5         |           |
| 10.nap    | Augusztus 3. | 0         | 0         | 0         | 0         |           |
| 11.nap    | Augusztus 4. | 0         | 0         | 1         | 1         |           |
| 12.nap    | Augusztus 5. | 0         | 0         | 0         | 0         |           |
| 13.nap    | Augusztus 6. | 0         | 0         | 0         | 0         |           |
| 14.nap    | Augusztus 7. | 0         | 0         | 1         | 1         |           |
| 15.nap    | Augusztus 8. | 0         | 1         | 0         | 1         |           |
| 16.nap    | Augusztus 9. | 0         | 0         | 0         | 0         |           |
| Összesen  |              | 4         | 6         | 8         | 18        |           |

## Asztalitenisz
Női
| Versenyző                          | Versenyszám | Csoportkör | Csoportkör | Nyolcaddöntő                           | Negyeddöntő                                  | Elődöntő          | Döntő             | Helyezés |
| Versenyző                          | Versenyszám | Ellenfél Eredmény | Hely.      | Ellenfél Eredmény                      | Ellenfél Eredmény                            | Ellenfél Eredmény | Ellenfél Eredmény | Helyezés |
| ---------------------------------- | ----------- | --- | ---------- | -------------------------------------- | -------------------------------------------- | ----------------- | ----------------- | -------- |
| Otilia Bădescu                     | Egyes       | J csoport · Marisel Ramírez (CUB) · 2-0 · Nijati Roj-Sáh (IND) · 2-0 · Jasna Fazlić (IOP) · 2-0                                                                                               | 1.         | Ri Bunhi (Ri Bun-hui) (PRK) · 1-3      | kiesett                                      | kiesett           | kiesett           | 9.       |
| Emilia Elena Ciosu                 | Egyes       | F csoport · Mary Musoke (UGA) · 2-0 · Chan Tán-löü (Chan Tan Lui) (HKG) · 2-0 | 1.         | Kim Hjejong (Kim Hye-Yong) (PRK) · 3-0 | Hjon Dzsonghva (Hyeon Jeong-Hwa) (KOR) · 2-3 | kiesett           | kiesett           | 5.       |
| Emilia Elena Ciosu Adriana Năstase | Páros       | A csoport · Németország (GER) · Nicole Struse · Elke Schall-Wosik · 1-2 · Kína (CHN) · Csen Ce-ho (Chen Zihe) · Kao Csün (Gao Jun) · 0-2 · Peru (PER) · Eliana González · Magaly Montes · 2-0 | 3.         |                                        | kiesett                                      | kiesett           | kiesett           | 17.      |
| Otilia Bădescu Maria Bogoslov      | Páros       | B csoport · Japán (JPN) · Macumoto Jukino · Szató Rika · 1-2 · Kína (CHN) · Teng Ja-ping (Deng Yaping) · Csiao Hung (Qiao Hong) · 1-2 · Ghána (GHA) · Helen Amankwah · Patience Opokua · 2-0  | 3.         |                                        | kiesett                                      | kiesett           | kiesett           | 17.      |

## Atlétika
Férfi
| Versenyző       | Versenyszám | Előfutam | Előfutam | Előfutam | Negyeddöntő | Negyeddöntő | Negyeddöntő | Elődöntő | Elődöntő | Elődöntő | Döntő   | Döntő    |
| Versenyző       | Versenyszám | Idő      | Hely.    | Össz.    | Idő         | Hely.       | Össz.       | Idő      | Hely.    | Össz.    | Idő     | Helyezés |
| --------------- | ----------- | -------- | -------- | -------- | ----------- | ----------- | ----------- | -------- | -------- | -------- | ------- | -------- |
| Daniel Cojocaru | 100 m       | 10,57    | 2.       | 24.**    | 10,57       | 6.          | 25.*        | kiesett  | kiesett  | kiesett  | kiesett | kiesett  |
| Daniel Cojocaru | 200 m       | 21,20    | 1.       | 30.      | 20,96       | 6.          | 26.         | kiesett  | kiesett  | kiesett  | kiesett | kiesett  |
| Gheorghe Boroi  | 110 m gát   | 13,82    | 3.       | 21.      | 14,07       | 8.          | 22.         | kiesett  | kiesett  | kiesett  | kiesett | kiesett  |
| Mircea Oaidă    | 110 m gát   | 14,04    | 6.       | 28.      | kiesett     | kiesett     | kiesett     | kiesett  | kiesett  | kiesett  | kiesett | kiesett  |

| Versenyző      | Versenyszám   | Selejtező | Selejtező | Döntő    | Döntő    |
| Versenyző      | Versenyszám   | Eredmény  | Helyezés  | Eredmény | Helyezés |
| -------------- | ------------- | --------- | --------- | -------- | -------- |
| Sorin Matei    | Magasugrás    | 226 cm    | 8.*       | 224 cm   | 13.      |
| Bogdan Tudor   | Távolugrás    | 807 cm    | 8.        | 761 cm   | 12.      |
| Gheorghe Guşet | Súlylökés     | 18,96 m   | 17.       | kiesett  | kiesett  |
| Costel Grasu   | Diszkoszvetés | 63,06 m   | 3.        | 62,86 m  | 4.       |

Női
| Versenyző            | Versenyszám | Előfutam | Előfutam | Előfutam | Negyeddöntő | Negyeddöntő | Negyeddöntő | Elődöntő | Elődöntő | Elődöntő | Döntő         | Döntő         |
| Versenyző            | Versenyszám | Idő      | Hely.    | Össz.    | Idő         | Hely.       | Össz.       | Idő      | Hely.    | Össz.    | Idő           | Helyezés      |
| -------------------- | ----------- | -------- | -------- | -------- | ----------- | ----------- | ----------- | -------- | -------- | -------- | ------------- | ------------- |
| Iolanda Oanţă        | 200 m       | 23,83    | 5.       | 28.      | 23,75       | 6.          | 27.         | kiesett  | kiesett  | kiesett  | kiesett       | kiesett       |
| Kovács Ella          | 800 m       | 1:59,88  | 1.       | 6.       |             |             |             | 2:00,89  | 4.       | 10.      | 1:57,95       | 6.            |
| Leontia Sălăgeanu    | 800 m       | 2:02,65  | 5.       | 23.      |             |             |             | kiesett  | kiesett  | kiesett  | kiesett       | kiesett       |
| Elena Fidatov        | 1500 m      | 4:10,00  | 4.       | 18.      |             |             |             | 4:04,55  | 5.       | 12.      | 4:06,44       | 11.           |
| Doina Beşliu-Melinte | 1500 m      | 4:08,58  | 2.       | 11.      |             |             |             | 4:04,42  | 7.       | 11.      | nem ért célba | nem ért célba |
| Székely Violetta     | 1500 m      | 4:07,60  | 4.       | 4.       |             |             |             | 4:05,46  | 7.       | 15.      | kiesett       | kiesett       |
| Keszeg Margaréta     | 3000 m      | 8:47,24  | 2.       | 9.       |             |             |             |          |          |          | 9:03,16       | 11.           |
| Liliana Năstase      | 100 m gát   | 13,23    | 2.       | 17.      | 13,33       | 8.          | 22.         | kiesett  | kiesett  | kiesett  | kiesett       | kiesett       |
| Nicoleta Căruţaşu    | 400 m gát   | 57,18    | 5.       | 19.      |             |             |             | kiesett  | kiesett  | kiesett  | kiesett       | kiesett       |
| Elena Murgoci        | Maraton     |          |          |          |             |             |             |          |          |          | 3:01:46       | 32.           |

| Versenyző                | Versenyszám   | Selejtező | Selejtező | Döntő    | Döntő    |
| Versenyző                | Versenyszám   | Eredmény  | Helyezés  | Eredmény | Helyezés |
| ------------------------ | ------------- | --------- | --------- | -------- | -------- |
| Alina Astafei            | Magasugrás    | 192 cm    | 4.*       | 200 cm   |          |
| Oana Pantelimon          | Magasugrás    | 186 cm    | 29.       | kiesett  | kiesett  |
| Mirela Dulgheru          | Távolugrás    | 683 cm    | 3.        | 671 cm   | 4.       |
| Marieta Ilcu             | Távolugrás    | 646 cm    | 15.       | kiesett  | kiesett  |
| Cristina Boiţ            | Diszkoszvetés | 56,68 m   | 23.       | kiesett  | kiesett  |
| Nicoleta Grădinaru-Grasu | Diszkoszvetés | 60,62 m   | 13.       | kiesett  | kiesett  |
| Manuela Tîrneci          | Diszkoszvetés | 59,44 m   | 16.       | kiesett  | kiesett  |

| Versenyző       | Versenyszám | 100 m gát | 100 m gát | Magasugrás | Magasugrás | Súlylökés | Súlylökés | 200 m | 200 m | Távolugrás | Távolugrás | Gerelyhajítás | Gerelyhajítás | 800 m   | 800 m | Végeredmény | Végeredmény |
| Versenyző       | Versenyszám | Idő       | Pont      | Eredmény   | Pont       | Eredmény  | Pont      | Idő   | Pont  | Eredmény   | Pont       | Eredmény      | Pont          | Idő     | Pont  | Pont        | Helyezés    |
| --------------- | ----------- | --------- | --------- | ---------- | ---------- | --------- | --------- | ----- | ----- | ---------- | ---------- | ------------- | ------------- | ------- | ----- | ----------- | ----------- |
| Liliana Năstase | Hétpróba    | 12,86     | 1146      | 182 cm     | 1003       | 14,34 m   | 817       | 23,70 | 1010  | 649 cm     | 1004       | 41,30 m       | 692           | 2:11,22 | 947   | 6619        | 4.          |
| Petra Văideanu  | Hétpróba    | 14,04     | 973       | 173 cm     | 891        | 14,96 m   | 858       | 25,28 | 861   | 611 cm     | 883        | 49,00 m       | 841           | 2:18,40 | 845   | 6152        | 13.         |

* - egy másik versenyzővel azonos időt/eredményt ért el

** - két másik versenyzővel azonos időt ért el

## Birkózás
Kötöttfogású
| Versenyző         | Versenyszám | Csoportkör | Csoportkör | Helyosztók                             | Helyosztók        | Helyosztók                                   | Bronz- mérkőzés          | Döntő             | Helyezés    |
| Versenyző         | Versenyszám | Csoportkör | Csoportkör | 9. helyért                             | 7. helyért        | 5. helyért                                   | Bronz- mérkőzés          | Döntő             | Helyezés    |
| Versenyző         | Versenyszám | Ellenfél Eredmény | Hely.      | Ellenfél Eredmény                      | Ellenfél Eredmény | Ellenfél Eredmény                            | Ellenfél Eredmény        | Ellenfél Eredmény | Helyezés    |
| ----------------- | ----------- | --- | ---------- | -------------------------------------- | ----------------- | -------------------------------------------- | ------------------------ | ----------------- | ----------- |
| Iliuţă Dăscălescu | 48 kg       | A csoport · Kvon Dogjong (Gwon Deog-Yong) (KOR) · 4-2 · Abdel Malek El-Aouad (MAR) · 6-0 (kétvállas) · Mark Fuller (USA) · 4-3 (kétvállas) · Oleg Kucserenko (EUN) · 1-10 · Wilber Sánchez (CUB) · 2-2                     | 3.         |                                        |                   | Majid Reza Simkhah Asil (IRI) · visszalépett |                          |                   | 5.          |
| Valentin Rebegea  | 52 kg       | A csoport · Raúl Martínez (CUB) · 5-3 · Serge Robert (FRA) · 2-1 · Min Gjonggap (Min Gyeong-Gap) (KOR) · 1-12 · Ismo Kamesaki (FIN) · 7-0 · Alfred Ter-Mkrticsjan (EUN) · 0-5                                              | 3.         |                                        |                   | Bratan Cenov (BUL) · 1-6                     |                          |                   | 6.          |
| Marian Sandu      | 57 kg       | B csoport · Zoran Galović (IOP) · 5-4 · Miguel Ángel Sierra (ESP) · 6-0 · Ergüder Bekişdamat (TUR) · 3-1 · Abderrahman Naanaa (MAR) · 9-0 · Seng Cö-tien (Sheng Zetian) (CHN) · 5-7 · An Hanbong (An Han-Bong) (KOR) · 0-8 | 3.         |                                        |                   | William Lara (CUB) · 1-8                     |                          |                   | 6.          |
| Petrică Cărare    | 68 kg       | B csoport · Douglas Yeats (CAN) · 15-0 · Ghani Yalouz (FRA) · 2-3 · Repka Attila (HUN) · 0-6 · Sztojan Sztojanov (BUL) · visszalépett                                                                                      | 5.         | Claudio Pasarelli (GER) · visszalépett |                   |                                              |                          |                   | 9.          |
| Ender Memet       | 74 kg       | A csoport · Tuomo Karila (FIN) · 0-1 · Jaroslav Zeman (TCH) · 0-12 | 11.        | kiesett                                | kiesett           | kiesett                                      | kiesett                  | kiesett           | helyezetlen |
| Anton Arghira     | 82 kg       | A csoport · Diego Potap (ARG) · 10-0 · Hriszto Hrisztov (BUL) · 0-4 · Timo Niemi (FIN) · 0-3 | 8.         | kiesett                                | kiesett           | kiesett                                      | kiesett                  | kiesett           | helyezetlen |
| Ion Ieremciuc     | 100 kg      | A csoport · Stipe Damjanović (CRO) · 7-0 · Nonomura Takasi (JPN) · 5-0 · Dennis Koslowski (USA) · 0-2 · Andrzej Wroński (POL) · DQ2                                                                                        | 3.         |                                        |                   | Andreas Steinbach (GER) · 2-4                |                          |                   | 6.          |
| Ioan Grigoraş     | 130 kg      | A csoport · Juha Ahokas (FIN) · 4-2 · Guillermo Díaz (MEX) · 16-0 · Milan Radaković (IOP) · 8-1 · Andrew Borodow (CAN) · 4-0 · Alekszandr Karelin (EUN) · 0-3 (kétvállas)                                                  | 2.         |                                        |                   |                                              | Klauz László (HUN) · 1-0 |                   |             |

Szabadfogású
| Versenyző             | Versenyszám | Csoportkör | Csoportkör | Helyosztók                                    | Helyosztók                     | Helyosztók        | Bronz- mérkőzés            | Döntő             | Helyezés |
| Versenyző             | Versenyszám | Csoportkör | Csoportkör | 9. helyért                                    | 7. helyért                     | 5. helyért        | Bronz- mérkőzés            | Döntő             | Helyezés |
| Versenyző             | Versenyszám | Ellenfél Eredmény | Hely.      | Ellenfél Eredmény                             | Ellenfél Eredmény              | Ellenfél Eredmény | Ellenfél Eredmény          | Ellenfél Eredmény | Helyezés |
| --------------------- | ----------- | --- | ---------- | --------------------------------------------- | ------------------------------ | ----------------- | -------------------------- | ----------------- | -------- |
| Romica Raşovan        | 48 kg       | A csoport · Kim Dzsongsin (Kim Jong-Sin) (KOR) · 2-4 · Thomas Petryshen (CAN) · 10-0 · Tserenbaataryn Khosbayar (MGL) · 9-7 · Timothy Vanni (USA) · 10-7 | 2.         |                                               |                                |                   | Vugar Orudzsov (EUN) · 1-2 |                   | 4.       |
| Constantin Corduneanu | 52 kg       | B csoport · Christopher Woodcroft (CAN) · 6-1 · Laureano Atanes (ESP) · 15-0 · Zeke Jones (USA) · 0-1 · Szató Micuru (JPN) · 1-3 (kétvállas)             | 5.         | Tserenbaataryn Enkhbayar (MGL) · visszalépett |                                |                   |                            |                   | 9.       |
| Nicolae Ghiţă         | 82 kg       | A csoport · Roberto Neves Filho (BRA) · 16-1 · Jozef Lohyňa (TCH) · 2-4 · Alcide Legrand (FRA) · 3-2 · Hans Gstöttner (GER) · 3-6                        | 4.         |                                               | Francisco Iglesias (ESP) · 4-1 |                   |                            |                   | 7.       |

DQ2 - passzivitás miatt mind két versenyzőt kizárták

## Cselgáncs
Férfi
| Versenyző       | Versenyszám  | Selejtező                          | 32-es főtábla                      | Nyolcaddöntő                         | Negyeddöntő                       | Elődöntő          | Vigaszág első kör                    | Vigaszág nyolcaddöntő              | Vigaszág negyeddöntő               | Vigaszág elődöntő                   | Bronz- mérkőzés                | Döntő             | Helyezés |
| Versenyző       | Versenyszám  | Ellenfél Eredmény                  | Ellenfél Eredmény                  | Ellenfél Eredmény                    | Ellenfél Eredmény                 | Ellenfél Eredmény | Ellenfél Eredmény                    | Ellenfél Eredmény                  | Ellenfél Eredmény                  | Ellenfél Eredmény                   | Ellenfél Eredmény              | Ellenfél Eredmény | Helyezés |
| --------------- | ------------ | ---------------------------------- | ---------------------------------- | ------------------------------------ | --------------------------------- | ----------------- | ------------------------------------ | ---------------------------------- | ---------------------------------- | ----------------------------------- | ------------------------------ | ----------------- | -------- |
| Dănuţ Pop       | Harmatsúly   | Israel Hernández (CUB) · 0000-1100 |                                    |                                      |                                   |                   | Abdel Hakim Harkat (ALG) · 0100-0000 | Stefan Ćuk (SLO) · 0100-0000       | Marujama Kendzsi (JPN) · 0000-1000 | kiesett                             | kiesett                        |                   | 9.       |
| Alexandru Ciupe | Váltósúly    | erőnyerő                           | Abdul Kader Dabo (MLI) · 1000-0000 | Krzysztof Kamiński (POL) · 1000-0000 | Josida Hidehiko (JPN) · 0000-1000 |                   |                                      |                                    | Fádi Szajkali (LIB) · 1000-0000    | Bertrand Damaisin (FRA) · 0000-0001 | kiesett                        |                   | 7.       |
| Adrian Croitoru | Középsúly    | erőnyerő                           | Joseph Wanag (USA) · 1000-0000     | Pascal Tayot (FRA) · 0000-0001       |                                   |                   |                                      | Korbel Károly (HUN) · 0010-0000    | Andrés Franco (CUB) · 1000-0000    | Daniel Kistler (SUI) · 1000-0000    | Nicolas Gill (CAN) · 0000-1000 |                   | 5.       |
| Radu Ivan       | Félnehézsúly | Detlef Knorrek (GER) · 0100-0000   | Parnel Legros (HAI) · 1000-0000    | Raymond Stevens (GBR) · 0000-1100    |                                   |                   |                                      | Indrek Pertelson (EST) · 0000-0001 | kiesett                            | kiesett                             | kiesett                        |                   | 13.      |
| Valentin Bazon  | Nehézsúly    |                                    | Kim Geon-Su (KOR) · 0000-1000      | kiesett                              | kiesett                           |                   |                                      |                                    |                                    |                                     |                                |                   | 21.      |

Női
| Versenyző      | Versenyszám  | Selejtező         | Nyolcaddöntő                   | Negyeddöntő       | Elődöntő          | Vigaszág nyolcaddöntő              | Vigaszág negyeddöntő | Vigaszág elődöntő | Bronz- mérkőzés   | Döntő             | Helyezés |
| Versenyző      | Versenyszám  | Ellenfél Eredmény | Ellenfél Eredmény              | Ellenfél Eredmény | Ellenfél Eredmény | Ellenfél Eredmény                  | Ellenfél Eredmény    | Ellenfél Eredmény | Ellenfél Eredmény | Ellenfél Eredmény | Helyezés |
| -------------- | ------------ | ----------------- | ------------------------------ | ----------------- | ----------------- | ---------------------------------- | -------------------- | ----------------- | ----------------- | ----------------- | -------- |
| Simona Richter | Félnehézsúly | erőnyerő          | Irene de Kok (NED) · 0000-1000 |                   |                   | Laetitia Meignan (FRA) · 0000-1000 | kiesett              | kiesett           | kiesett           |                   | 13.      |

## Evezés
Férfi
| Versenyző | Versenyszám              | Előfutam | Előfutam | Vigaszág | Vigaszág | Elődöntő | Elődöntő | Elődöntő | Döntő   | Döntő   | Döntő   | Helyezés |
| Versenyző | Versenyszám              | Idő      | Hely.    | Idő      | Hely.    | Típus    | Idő      | Hely.    | Típus   | Idő     | Hely.   | Helyezés |
| --- | ------------------------ | -------- | -------- | -------- | -------- | -------- | -------- | -------- | ------- | ------- | ------- | -------- |
| Vasile Tomoiagă Dragoş Neagu | Kormányos nélküli kettes | 6:47,43  | 3.       | 7:28,57  | 4.       | kiesett  | kiesett  | kiesett  | kiesett | kiesett | kiesett | 19.      |
| Dimitrie Popescu Nicolaie Taga Dumitru Răducanu (kormányos)                                                                                 | Kormányos kettes         | 6:54,87  | 2.       | 7:05,04  | 1.       | A/B      | 6:56,90  | 2.       | A       | 6:51,58 | 3.      |          |
| Vasile Hanuseac Nicolae Spîrcu Florin Ene Ioan Șnep                                                                                         | Kormányos nélküli négyes | 6:24,63  | 5.       | 6:16,13  | 4.       |          |          |          | C       | 6:34,85 | 1.      | 13.      |
| Viorel Talapan Iulica Ruican Dimitrie Popescu Nicolaie Taga Dumitru Răducanu (kormányos)                                                    | Kormányos négyes         | 6:17,22  | 1.       |          |          |          |          |          | A       | 5:59,37 | 1.      |          |
| Ioan Vizitiu Dǎnuţ Dobre Claudiu Marin Iulica Ruican Viorel Talapan Vasile Năstase Valentin Robu Vasile Măstăcan Marin Gheorghe (kormányos) | Nyolcas                  | 5:30,21  | 1.       |          |          | A/B      | 5:33,01  | 1.       | A       | 5:29,67 | 2.      |          |

Női
| Versenyző | Versenyszám              | Előfutam | Előfutam | Vigaszág | Vigaszág | Elődöntő | Elődöntő | Elődöntő | Döntő | Döntő   | Döntő | Helyezés |
| Versenyző | Versenyszám              | Idő      | Hely.    | Idő      | Hely.    | Típus    | Idő      | Hely.    | Típus | Idő     | Hely. | Helyezés |
| --- | ------------------------ | -------- | -------- | -------- | -------- | -------- | -------- | -------- | ----- | ------- | ----- | -------- |
| Elisabeta Oleniuc-Lipă | Egypárevezős             | 7:42,94  | 1.       |          |          | A/B      | 7:31,71  | 1.       | A     | 7:25,54 | 1.    |          |
| Elisabeta Oleniuc-Lipă Veronica Cochelea-Cogeanu | Kétpárevezős             | 7:16,41  | 1.       |          |          | A/B      | 7:03,92  | 2.       | A     | 6:51,47 | 2.    |          |
| Doina Șnep-Bălan Doina Ciucanu-Robu | Kormányos nélküli kettes | 8:10,03  | 3.       |          |          | A/B      | 7:24,94  | 4.       | B     | 7:22,07 | 1.    | 7.       |
| Constanța Burcică-Pipotă Doina Ignat Veronica Cochelea-Cogeanu Anişoara Bălan-Dobre                                                                                 | Négypárevezős            | 6:29,58  | 2.       | 6:37,11  | 1.       |          |          |          | A     | 6:24,34 | 2.    |          |
| Victoria Lepădatu Iulia Bobeică Adriana Chelariu-Bazon Maria Păduraru                                                                                               | Kormányos nélküli négyes | 6:48,60  | 3.       | 6:46,94  | 2.       |          |          |          | A     | 6:37,24 | 5.    | 5.       |
| Doina Șnep-Bălan Doina Ciucanu-Robu Ioana Olteanu Victoria Lepădatu Iulia Bobeică Viorica Neculai Adriana Chelariu-Bazon Maria Păduraru Elena Georgescu (kormányos) | Nyolcas                  | 6:16,74  | 3.       | 6:10,98  | 1.       |          |          |          | A     | 6:06,26 | 2.    |          |

## Kajak-kenu

### Síkvízi
Férfi
| Versenyző                                           | Versenyszám         | Előfutam | Előfutam | Előfutam | Vigaszág | Vigaszág | Vigaszág | Elődöntő | Elődöntő | Elődöntő | Döntő   | Döntő    |
| Versenyző                                           | Versenyszám         | Idő      | Hely.    | Össz.    | Idő      | Hely.    | Össz.    | Idő      | Hely.    | Össz.    | Idő     | Helyezés |
| --------------------------------------------------- | ------------------- | -------- | -------- | -------- | -------- | -------- | -------- | -------- | -------- | -------- | ------- | -------- |
| Marin Popescu                                       | Kajak egyes 500 m   | 1:41,69  | 2.       | 7.       | erőnyerő | erőnyerő | erőnyerő | 1:41,83  | 2.       | 3.       | 1:42,24 | 8.       |
| Marin Popescu                                       | Kajak egyes 1000 m  | 3:36,49  | 2.       | 2.       | erőnyerő | erőnyerő | erőnyerő | 3:37,30  | 3.       | 5.       | 3:38,37 | 4.       |
| Romică Şerban Magyar Géza                           | Kajak kettes 500 m  | 1:32,60  | 2.       | 3.       | erőnyerő | erőnyerő | erőnyerő | 1:30,83  | 5.       | 10.      | kiesett | kiesett  |
| Florintin Tataru Alexandru Popa                     | Kajak kettes 1000 m | 3:19,52  | 1.       | 8.       | erőnyerő | erőnyerő | erőnyerő | 3:22,45  | 7.       | 13.      | kiesett | kiesett  |
| Daniel Stoian Sorin Petcu Magyar Géza Romică Şerban | Kajak négyes 1000 m | 2:54,34  | 2.       | 3.       |          |          |          | 2:56,80  | 1.       | 5.       | 3:00,11 | 5.       |
| Victor Partnoi                                      | Kenu egyes 500 m    | 1:56,40  | 3.       | 10.      | erőnyerő | erőnyerő | erőnyerő | 1:56,00  | 4.       | 9.       | 1:57,34 | 8.       |
| Victor Partnoi                                      | Kenu egyes 1000 m   | 4:04,64  | 4.       | 6.       | 4:02,67  | 1.       | 2.       | 4:06,58  | 5.       | 5.       | 4:14,27 | 7.       |
| Gheorghe Andriev Nikolaï Juravschi                  | Kenu kettes 500 m   | 1:43,89  | 1.D      | 3.       |          |          |          |          |          |          | 1:42,84 | 4.       |
| Gheorghe Andriev Nikolaï Juravschi                  | Kenu kettes 1000 m  | 3:34,92  | 1.D      | 4.       |          |          |          |          |          |          | 3:39,88 | 4.       |

Női
| Versenyző                                                | Versenyszám        | Előfutam | Előfutam | Előfutam | Elődöntő | Elődöntő | Elődöntő | Döntő   | Döntő    |
| Versenyző                                                | Versenyszám        | Idő      | Hely.    | Össz.    | Idő      | Hely.    | Össz.    | Idő     | Helyezés |
| -------------------------------------------------------- | ------------------ | -------- | -------- | -------- | -------- | -------- | -------- | ------- | -------- |
| Sanda Toma                                               | Kajak egyes 500 m  | 1:55,24  | 2.       | 6.       | 1:52,82  | 5.       | 8.       | 1:54,84 | 8.       |
| Sanda Toma Carmen Simion                                 | Kajak kettes 500 m | 1:44,26  | 3.       | 6.       | 1:42,35  | 3.       | 5.       | 1:42,12 | 4.       |
| Sanda Toma Claudia Nicula Carmen Simion Viorica Iordache | Kajak négyes 500 m | 1:36,82  | 3.       | 7.       | 1:38,21  | 2.       | 3.       | 1:41,02 | 4.       |

## Kézilabda

### Férfi
| Spanyol férfi kézilabdacsapat-játékoskeret                                                                         | Spanyol férfi kézilabdacsapat-játékoskeret                                                                               |
| --- | --- |
| - Dumitru Berbece - Mitică Bontaş - Alexandru Buligan - Alexandru Dedu - Marian Dumitru - Robert Licu - Ion Mocanu | - Costica Neagu - Adrian Popovici - Rudi Prisăcaru - Gheorghe Răduţă - Sorin Toacsen - Maricel Voinea - Valentin Zaharia |

#### Eredmények
Csoportkör
B csoport
| Csapat                  | M | Gy | D | V | G+  | G–  | Gk  | P  |
| ----------------------- | - | -- | - | - | --- | --- | --- | -- |
| Egyesített Csapat (EUN) | 5 | 5  | 0 | 0 | 121 | 98  | +23 | 10 |
| Franciaország (FRA)     | 5 | 4  | 0 | 1 | 111 | 98  | +13 | 8  |
| Spanyolország (ESP)     | 5 | 3  | 0 | 2 | 97  | 98  | –1  | 6  |
| Románia (ROU)           | 5 | 1  | 1 | 3 | 107 | 115 | –8  | 3  |
| Németország (GER)       | 5 | 1  | 1 | 3 | 97  | 103 | –6  | 3  |
| Egyiptom (EGY)          | 5 | 0  | 0 | 5 | 92  | 113 | –21 | 0  |

| 1992. július 27. 10:00 | Románia (ROU) | 22–21   | Egyiptom (EGY) | Játékvezetők: Johansson, Kjellkvist (SWE) |
| 1992. július 27. 10:00 | Berbece 5     | (10–12) | Belal 6        | Játékvezetők: Johansson, Kjellkvist (SWE) |
| 1992. július 27. 10:00 |               |         |                | Játékvezetők: Johansson, Kjellkvist (SWE) |

| 1992. július 29. 16:00 | Németország (GER) | 20–20  | Románia (ROU)   | Játékvezetők: Christensen, Jorgensen (DEN) |
| 1992. július 29. 16:00 | Winselmann 5      | (9–13) | Licu, Zaharia 5 | Játékvezetők: Christensen, Jorgensen (DEN) |
| 1992. július 29. 16:00 |                   |        |                 | Játékvezetők: Christensen, Jorgensen (DEN) |

| 1992. július 31. 20:30 | Románia (ROU)  | 20–21  | Spanyolország (ESP) | Játékvezetők: Jug, Jeglic (SLO) |
| 1992. július 31. 20:30 | Licu, Mocanu 4 | (9–14) | Alemany, Urdiales 4 | Játékvezetők: Jug, Jeglic (SLO) |
| 1992. július 31. 20:30 |                |        |                     | Játékvezetők: Jug, Jeglic (SLO) |

| 1992. augusztus 2. 11:30 | Románia (ROU)   | 20–26   | Franciaország (FRA) | Játékvezetők: Oie, Hogsnes (NOR) |
| 1992. augusztus 2. 11:30 | Licu, Zaharia 7 | (11–12) | Lathoud 6           | Játékvezetők: Oie, Hogsnes (NOR) |
| 1992. augusztus 2. 11:30 |                 |         |                     | Játékvezetők: Oie, Hogsnes (NOR) |

| 1992. augusztus 4. 16:00 | Egyesített Csapat (EUN) | 27–25   | Románia (ROU) | Játékvezetők: Szajna, Wroblewski (POL) |
| 1992. augusztus 4. 16:00 | Kugyinov, Dujsebajev 6  | (12–12) | Licu 8        | Játékvezetők: Szajna, Wroblewski (POL) |
| 1992. augusztus 4. 16:00 |                         |         |               | Játékvezetők: Szajna, Wroblewski (POL) |

A 7. helyért
| 1992. augusztus 7. 9:00 | Románia (ROU) | 19–23  | Magyarország (HUN) | Játékvezetők: Rudin, Schill (SUI) |
| 1992. augusztus 7. 9:00 | Prisăcaru 4   | (13–9) | Horváth 7          | Játékvezetők: Rudin, Schill (SUI) |
| 1992. augusztus 7. 9:00 |               |        |                    | Játékvezetők: Rudin, Schill (SUI) |

| Csapat        | Helyezés |
| ------------- | -------- |
| Románia (ROU) | 8.       |

## Műugrás
Férfi
| Versenyző         | Versenyszám        | Elődöntő | Elődöntő | Döntő   | Döntő    |
| Versenyző         | Versenyszám        | Pont     | Helyezés | Pont    | Helyezés |
| ----------------- | ------------------ | -------- | -------- | ------- | -------- |
| Gabriel Cherecheş | Egyéni toronyugrás | 327,72   | 20.      | kiesett | kiesett  |

Női
| Versenyző          | Versenyszám        | Elődöntő | Elődöntő | Döntő   | Döntő    |
| Versenyző          | Versenyszám        | Pont     | Helyezés | Pont    | Helyezés |
| ------------------ | ------------------ | -------- | -------- | ------- | -------- |
| Ionica Tudor       | Egyéni műugrás     | 258,15   | 20.      | kiesett | kiesett  |
| Clara Elena Ciocan | Egyéni toronyugrás | 283,92   | 15.      | kiesett | kiesett  |
| Ioana Voicu        | Egyéni toronyugrás | 288,87   | 12.      | 369,87  | 9.       |

## Ökölvívás
| Versenyző         | Versenyszám  | Selejtező                   | Nyolcaddöntő                      | Negyeddöntő                   | Elődöntő                | Döntő             | Helyezés |
| Versenyző         | Versenyszám  | Ellenfél Eredmény           | Ellenfél Eredmény                 | Ellenfél Eredmény             | Ellenfél Eredmény       | Ellenfél Eredmény | Helyezés |
| ----------------- | ------------ | --------------------------- | --------------------------------- | ----------------------------- | ----------------------- | ----------------- | -------- |
| Valentin Barbu    | Papírsúly    | Mohamed Haioun (ALG) · 11-2 | Szaszaki Tadahiro (JPN) · 10-7    | Jan Quast (GER) · 7-15        | kiesett                 | kiesett           | 5.       |
| Daniel Dumitrescu | Pehelysúly   | James Nicolson (AUS) · RSC  | Heritovo Rakotomanga (MAD) · 18-8 | Ramaz Paliani (EUN) · 5-11    | kiesett                 | kiesett           | 5.       |
| Vasile Nistor     | Könnyűsúly   | Marco Rudolph (GER) · 5-10  | kiesett                           | kiesett                       | kiesett                 | kiesett           | 17.      |
| Leonard Doroftei  | Kisváltósúly | Edgar Ruiz (MEX) · 24-4     | Arlo Chavez (PHI) · 15-1          | Peter Richardson (GBR) · 20-7 | Mark Leduc (CAN) · 6-13 | kiesett           |          |
| Vastag Ferenc     | Váltósúly    | Tajudeen Sabitu (NGR) · 9-0 | Adrian Carew-Dodson (GBR) · 6-5   | Anibál Acevedo (PUR) · 9-20   | kiesett                 | kiesett           | 5.       |

RSC - a játékvezető megállította a mérkőzést

## Öttusa
| Versenyző       | Versenyszám | Vívás    | Vívás | Vívás | Úszás  | Úszás | Úszás | Lövészet | Lövészet | Lövészet | Futás   | Futás | Futás | Lovaglás | Lovaglás | Lovaglás | Összesen    | Összesen |
| Versenyző       | Versenyszám | Pontszám | Pont  | Hely. | Idő    | Pont  | Hely. | Eredmény | Pont     | Hely.    | Idő     | Pont  | Hely. | Idő      | Pont     | Hely.    | Összes pont | Helyezés |
| --------------- | ----------- | -------- | ----- | ----- | ------ | ----- | ----- | -------- | -------- | -------- | ------- | ----- | ----- | -------- | -------- | -------- | ----------- | -------- |
| Marian Gheorghe | Egyéni      | 40-25    | 878*  | 8.    | 3:22,6 | 1252  | 22.   | 179      | 955      | 48.**    | 13:39,2 | 1108  | 35.   | 1:33,1   | 1100     | 1.       | 5293        | 7.       |

* - vívásban 20 pontos büntetést kapott

** - két másik versenyzővel azonos eredményt ért el

## Sportlövészet
Férfi
| Versenyző     | Versenyszám           | Selejtező | Selejtező | Döntő   | Döntő    |
| Versenyző     | Versenyszám           | Pont      | Helyezés  | Pont    | Helyezés |
| ------------- | --------------------- | --------- | --------- | ------- | -------- |
| Iulian Raicea | Gyorstüzelő pisztoly  | 584       | 13.*      | kiesett | kiesett  |
| Sorin Babii   | Légpisztoly           | 586       | 1.        | 684,1   |          |
| Sorin Babii   | Szabadpisztoly        | 561       | 8.        | 653     | 5.       |
| Olimpiu Marin | Sportpuska, összetett | 1152      | 26.**     | kiesett | kiesett  |
| Olimpiu Marin | Sportpuska, fekvő     | 596       | 11.***    | kiesett | kiesett  |

Női
| Versenyző          | Versenyszám   | Selejtező | Selejtező | Döntő   | Döntő    |
| Versenyző          | Versenyszám   | Pont      | Helyezés  | Pont    | Helyezés |
| ------------------ | ------------- | --------- | --------- | ------- | -------- |
| Daniela Dumitrescu | Légpisztoly   | 381       | 8.        | 478,1   | 7.       |
| Daniela Dumitrescu | Sportpisztoly | 575       | 14.***    | kiesett | kiesett  |

Nyílt
| Versenyző  | Versenyszám | Selejtező | Selejtező | Elődöntő | Elődöntő | Döntő | Döntő    |
| Versenyző  | Versenyszám | Pont      | Helyezés  | Pont     | Helyezés | Pont  | Helyezés |
| ---------- | ----------- | --------- | --------- | -------- | -------- | ----- | -------- |
| Ioan Toman | Skeet       | 148       | 9.        | 198      | 3.***    | 222   | 4.****   |

* - egy másik versenyzővel azonos eredményt ért el

** - két másik versenyzővel azonos eredményt ért el

*** - három másik versenyzővel azonos eredményt ért el

**** - két másik versenyzővel azonos eredményt ért el, az ezüst és bronz éremért kétszeri szétlövés után 9 ponttal a 4. helyen végzett

## Súlyemelés
| Versenyző       | Versenyszám | Szakítás   | Szakítás   | Lökés      | Lökés      | Összesen   | Helyezés   |
| Versenyző       | Versenyszám | Eredmény   | Helyezés   | Eredmény   | Helyezés   | Összesen   | Helyezés   |
| --------------- | ----------- | ---------- | ---------- | ---------- | ---------- | ---------- | ---------- |
| Traian Cihărean | 52 kg       | 112,5      | 4.*        | 140,0      | 3.         | 252,5      |            |
| Aurel Sîrbu     | 56 kg       | 107,5      | 14.        | 140,0      | 6.         | 247,5      | 11.        |
| Paul Toroczcoi  | 60 kg       | 120,0      | 13.        | 155,0      | 9.         | 275,0      | 10.        |
| Feri Attila     | 67,5 kg     | 130,0      | 12.        | 160,0      | 12.        | 290,0      | 12.        |
| Nicolae Niţu    | 75 kg       | 135,0      | 25.        | 185,0      | 9.         | 320,0      | 19.        |
| Daniel Tuinea   | 82,5 kg     | nem indult | nem indult | nem indult | nem indult | nem indult | nem indult |
| Nicu Vlad       | 110 kg      | 190,0      | 3.         | 215,0      | 8.         | 405,0      | 4.         |

* - egy másik versenyzővel azonos eredményt ért el

## Tenisz
Férfi
| Versenyző                  | Versenyszám | 64-es főtábla                        | 32-es főtábla                                                         | Nyolcaddöntő                                                                 | Negyeddöntő                                                                  | Elődöntő          | Döntő             | Helyezés |
| Versenyző                  | Versenyszám | Ellenfél Eredmény                    | Ellenfél Eredmény                                                     | Ellenfél Eredmény                                                            | Ellenfél Eredmény                                                            | Ellenfél Eredmény | Ellenfél Eredmény | Helyezés |
| -------------------------- | ----------- | ------------------------------------ | --------------------------------------------------------------------- | ---------------------------------------------------------------------------- | ---------------------------------------------------------------------------- | ----------------- | ----------------- | -------- |
| Andrei Pavel               | Egyes       | Carl-Uwe Steeb (GER) · 5-7, 2-6, 2-6 | kiesett                                                               | kiesett                                                                      | kiesett                                                                      | kiesett           | kiesett           | 33.      |
| George Cosac Dinu Pescariu | Páros       |                                      | Magyarország (HUN) · Markovits László · Noszály Sándor · visszaléptek | Olaszország (ITA) · Omar Camporese · Diego Nargiso · 6-1, 4-6, 4-6, 6-4, 6-2 | Dél-afrikai Köztársaság (RSA) · Wayne Ferreira · Piet Norval · 0-6, 3-6, 2-6 | kiesett           | kiesett           | 5.       |

Női
| Versenyző                       | Versenyszám | 64-es főtábla                            | 32-es főtábla                                                    | Nyolcaddöntő      | Negyeddöntő       | Elődöntő          | Döntő             | Helyezés |
| Versenyző                       | Versenyszám | Ellenfél Eredmény                        | Ellenfél Eredmény                                                | Ellenfél Eredmény | Ellenfél Eredmény | Ellenfél Eredmény | Ellenfél Eredmény | Helyezés |
| ------------------------------- | ----------- | ---------------------------------------- | ---------------------------------------------------------------- | ----------------- | ----------------- | ----------------- | ----------------- | -------- |
| Irina Spîrlea                   | Egyes       | Arantxa Sánchez Vicario (ESP) · 1-6, 3-6 | kiesett                                                          | kiesett           | kiesett           | kiesett           | kiesett           | 33.      |
| Ruxandra Dragomir Irina Spîrlea | Páros       |                                          | Csehszlovákia (TCH) · Jana Novotná · Andrea Strnadová · 1-6, 4-6 | kiesett           | kiesett           | kiesett           | kiesett           | 17.      |

## Tollaslabda
| Versenyző      | Versenyszám | Selejtező                    | 32-es főtábla     | Nyolcaddöntő      | Negyeddöntő       | Elődöntő          | Döntő             | Helyezés |
| Versenyző      | Versenyszám | Ellenfél Eredmény            | Ellenfél Eredmény | Ellenfél Eredmény | Ellenfél Eredmény | Ellenfél Eredmény | Ellenfél Eredmény | Helyezés |
| -------------- | ----------- | ---------------------------- | ----------------- | ----------------- | ----------------- | ----------------- | ----------------- | -------- |
| Florin Balaban | Férfi egyes | Anil Kaul (CAN) · 7-15, 4-15 | kiesett           | kiesett           | kiesett           | kiesett           | kiesett           | 33.      |

## Torna
Férfi
| Versenyző                                                                        | Versenyszám      | Selejtező | Selejtező | Döntő    | Döntő    |
| Versenyző                                                                        | Versenyszám      | Pontszám  | Helyezés  | Pontszám | Helyezés |
| -------------------------------------------------------------------------------- | ---------------- | --------- | --------- | -------- | -------- |
| Nicolae Bejenaru                                                                 | Talaj            | 19,150    | 29.       | kiesett  | kiesett  |
| Nicolae Bejenaru                                                                 | Ugrás            | 18,975    | 36.       | kiesett  | kiesett  |
| Nicolae Bejenaru                                                                 | Korlát           | 18,925    | 43.       | kiesett  | kiesett  |
| Nicolae Bejenaru                                                                 | Nyújtó           | 18,475    | 76.       | kiesett  | kiesett  |
| Nicolae Bejenaru                                                                 | Gyűrű            | 19,050    | 40.       | kiesett  | kiesett  |
| Nicolae Bejenaru                                                                 | Lólengés         | 18,575    | 67.       | kiesett  | kiesett  |
| Nicolae Bejenaru                                                                 | Egyéni összetett | 113,150   | 51.       | kiesett  | kiesett  |
| Adrian Gal                                                                       | Talaj            | 19,100    | 36.       | kiesett  | kiesett  |
| Adrian Gal                                                                       | Ugrás            | 18,875    | 49.       | kiesett  | kiesett  |
| Adrian Gal                                                                       | Korlát           | 18,975    | 38.       | kiesett  | kiesett  |
| Adrian Gal                                                                       | Nyújtó           | 18,725    | 65.       | kiesett  | kiesett  |
| Adrian Gal                                                                       | Gyűrű            | 18,800    | 64.       | kiesett  | kiesett  |
| Adrian Gal                                                                       | Lólengés         | 18,850    | 46.       | kiesett  | kiesett  |
| Adrian Gal                                                                       | Egyéni összetett | 113,325   | 47.*      | 57,050   | 20.*     |
| Marius Gherman                                                                   | Talaj            | 19,275    | 18.       | kiesett  | kiesett  |
| Marius Gherman                                                                   | Ugrás            | 19,175    | 11.       | kiesett  | kiesett  |
| Marius Gherman                                                                   | Korlát           | 19,125    | 24.       | kiesett  | kiesett  |
| Marius Gherman                                                                   | Nyújtó           | 19,375    | 11.       | kiesett  | kiesett  |
| Marius Gherman                                                                   | Gyűrű            | 19,100    | 38.       | kiesett  | kiesett  |
| Marius Gherman                                                                   | Lólengés         | 19,250    | 16.       | kiesett  | kiesett  |
| Marius Gherman                                                                   | Egyéni összetett | 115,300   | 10.*      | 57,700   | 7.       |
| Marian Rizan                                                                     | Talaj            | 19,275    | 18.       | kiesett  | kiesett  |
| Marian Rizan                                                                     | Ugrás            | 18,950    | 37.       | kiesett  | kiesett  |
| Marian Rizan                                                                     | Korlát           | 19,125    | 24.       | kiesett  | kiesett  |
| Marian Rizan                                                                     | Nyújtó           | 19,150    | 35.       | kiesett  | kiesett  |
| Marian Rizan                                                                     | Gyűrű            | 19,000    | 47.       | kiesett  | kiesett  |
| Marian Rizan                                                                     | Lólengés         | 19,225    | 19.       | kiesett  | kiesett  |
| Marian Rizan                                                                     | Egyéni összetett | 114,725   | 28.       | 56,475   | 30.      |
| Adrian Sandu                                                                     | Talaj            | 19,075    | 39.       | kiesett  | kiesett  |
| Adrian Sandu                                                                     | Ugrás            | 18,275    | 90.       | kiesett  | kiesett  |
| Adrian Sandu                                                                     | Korlát           | 18,650    | 67.       | kiesett  | kiesett  |
| Adrian Sandu                                                                     | Nyújtó           | 19,025    | 46.       | kiesett  | kiesett  |
| Adrian Sandu                                                                     | Gyűrű            | 18,825    | 62.       | kiesett  | kiesett  |
| Adrian Sandu                                                                     | Lólengés         | 19,000    | 33.       | kiesett  | kiesett  |
| Adrian Sandu                                                                     | Egyéni összetett | 112,850   | 59.       | kiesett  | kiesett  |
| Nicu Stroia                                                                      | Talaj            | 18,750    | 65.       | kiesett  | kiesett  |
| Nicu Stroia                                                                      | Ugrás            | 18,475    | 85.       | kiesett  | kiesett  |
| Nicu Stroia                                                                      | Korlát           | 18,725    | 61.       | kiesett  | kiesett  |
| Nicu Stroia                                                                      | Nyújtó           | 19,250    | 17.       | kiesett  | kiesett  |
| Nicu Stroia                                                                      | Gyűrű            | 18,800    | 64.       | kiesett  | kiesett  |
| Nicu Stroia                                                                      | Lólengés         | 18,925    | 38.       | kiesett  | kiesett  |
| Nicu Stroia                                                                      | Egyéni összetett | 112,925   | 57.*      | kiesett  | kiesett  |
| Nicolae Bejenaru Adrian Gal Marius Gherman Marian Rizan Adrian Sandu Nicu Stroia | Csapat összetett |           |           | 571,150  | 7.       |

Női
| Versenyző                                                                                 | Versenyszám      | Selejtező | Selejtező | Döntő    | Döntő    |
| Versenyző                                                                                 | Versenyszám      | Pontszám  | Helyezés  | Pontszám | Helyezés |
| ----------------------------------------------------------------------------------------- | ---------------- | --------- | --------- | -------- | -------- |
| Cristina Bontaș                                                                           | Talaj            | 19,900    | 1.        | 9,912    | **       |
| Cristina Bontaș                                                                           | Ugrás            | 19,749    | 16.       | kiesett  | kiesett  |
| Cristina Bontaș                                                                           | Felemás korlát   | 19,800    | 8.        | kiesett  | kiesett  |
| Cristina Bontaș                                                                           | Gerenda          | 19,762    | 5.        | 9,875    | 4.       |
| Cristina Bontaș                                                                           | Egyéni összetett | 79,211    | 3.        | 39,674   | 4.       |
| Gina Gogean                                                                               | Talaj            | 19,787    | 8.        | kiesett  | kiesett  |
| Gina Gogean                                                                               | Ugrás            | 19,812    | 7.        | 9,893    | 5.       |
| Gina Gogean                                                                               | Felemás korlát   | 19,737    | 17.       | kiesett  | kiesett  |
| Gina Gogean                                                                               | Gerenda          | 19,550    | 19.       | kiesett  | kiesett  |
| Gina Gogean                                                                               | Egyéni összetett | 78,886    | 7.        | 39,624   | 6.       |
| Vanda Hădărean                                                                            | Talaj            | 19,700    | 17.       | kiesett  | kiesett  |
| Vanda Hădărean                                                                            | Ugrás            | 19,737    | 17.       | kiesett  | kiesett  |
| Vanda Hădărean                                                                            | Felemás korlát   | 19,750    | 14.       | kiesett  | kiesett  |
| Vanda Hădărean                                                                            | Gerenda          | 19,574    | 16.       | kiesett  | kiesett  |
| Vanda Hădărean                                                                            | Egyéni összetett | 78,761    | 11.       | kiesett  | kiesett  |
| Lavinia Miloșovici                                                                        | Talaj            | 19,862    | 3.        | 10,000   |          |
| Lavinia Miloșovici                                                                        | Ugrás            | 19,837    | 4.        | 9,925    | *        |
| Lavinia Miloșovici                                                                        | Felemás korlát   | 19,862    | 3.        | 9,912    | 4.**     |
| Lavinia Miloșovici                                                                        | Gerenda          | 19,637    | 13.       | 9,262    | 8.       |
| Lavinia Miloșovici                                                                        | Egyéni összetett | 79,198    | 4.        | 39,687   |          |
| Maria Neculiță                                                                            | Talaj            | 19,700    | 17.       | kiesett  | kiesett  |
| Maria Neculiță                                                                            | Ugrás            | 19,750    | 14.       | kiesett  | kiesett  |
| Maria Neculiță                                                                            | Felemás korlát   | 19,599    | 37.       | kiesett  | kiesett  |
| Maria Neculiță                                                                            | Gerenda          | 19,574    | 16.       | kiesett  | kiesett  |
| Maria Neculiță                                                                            | Egyéni összetett | 78,623    | 17.       | kiesett  | kiesett  |
| Mirela Pașca                                                                              | Talaj            | 19,662    | 19.       | kiesett  | kiesett  |
| Mirela Pașca                                                                              | Ugrás            | 19,737    | 17.       | kiesett  | kiesett  |
| Mirela Pașca                                                                              | Felemás korlát   | 19,837    | 5.        | 9,912    | 4.**     |
| Mirela Pașca                                                                              | Gerenda          | 19,349    | 34.       | kiesett  | kiesett  |
| Mirela Pașca                                                                              | Egyéni összetett | 78,585    | 19.       | kiesett  | kiesett  |
| Cristina Bontaș Gina Gogean Vanda Hădărean Lavinia Miloșovici Maria Neculiță Mirela Pașca | Csapat összetett |           |           | 395,079  |          |

* - egy másik versenyzővel azonos eredményt ért el

** - két másik versenyzővel azonos eredményt ért el

### Ritmikus gimnasztika
| Versenyző     | Versenyszám | Selejtező | Selejtező | Selejtező | Selejtező | Selejtező | Selejtező | Selejtező | Selejtező | Selejtező | Selejtező | Döntő        | Döntő        | Döntő        | Döntő        | Döntő        | Döntő        | Döntő        | Döntő        | Döntő        | Döntő        | Helyezés    |
| Versenyző     | Versenyszám | Karika    | Karika    | Kötél     | Kötél     | Buzogány  | Buzogány  | Labda     | Labda     | Összesen  | Összesen  | Karika       | Karika       | Kötél        | Kötél        | Buzogány     | Buzogány     | Labda        | Labda        | Összesen     | Összesen     | Helyezés    |
| Versenyző     | Versenyszám | Pont      | Hely.     | Pont      | Hely.     | Pont      | Hely.     | Pont      | Hely.     | Pont      | Hely.     | Pont         | Hely.        | Pont         | Hely.        | Pont         | Hely.        | Pont         | Hely.        | Pont         | Hely.        | Helyezés    |
| ------------- | ----------- | --------- | --------- | --------- | --------- | --------- | --------- | --------- | --------- | --------- | --------- | ------------ | ------------ | ------------ | ------------ | ------------ | ------------ | ------------ | ------------ | ------------ | ------------ | ----------- |
| Irina Deleanu | Egyéni      | 9,400     | 7.        | 9,575     | 4.        | 9,450     | 5.*       | 9,400     | 6.*       | 37,825    | 5.*       | 9,100        | 12.          | 9,600        | 3.           | 9,550        | 5.**         | 9,450        | 7.**         | 56,612       | 6.           | 6.          |
| Ancuţa Goia   | Egyéni      | 9,200     | 19.       | 9,000     | 25.****   | 9,050     | 15.***    | 9,250     | 13.*      | 36,500    | 16.       | visszalépett | visszalépett | visszalépett | visszalépett | visszalépett | visszalépett | visszalépett | visszalépett | visszalépett | visszalépett | helyezetlen |

* - egy másik versenyzővel azonos eredményt ért el

** - két másik versenyzővel azonos eredményt ért el

*** -három másik versenyzővel azonos eredményt ért el

**** - öt másik versenyzővel azonos eredményt ért el

## Úszás
Férfi
| Versenyző        | Versenyszám    | Előfutam | Előfutam | Előfutam | Döntő   | Döntő   | Döntő   | Helyezés |
| Versenyző        | Versenyszám    | Idő      | Hely.    | Össz.    | Típus   | Idő     | Hely.   | Helyezés |
| ---------------- | -------------- | -------- | -------- | -------- | ------- | ------- | ------- | -------- |
| Robert Pinter    | 200 m gyors    | 1:52,24  | 1.       | 25.      | kiesett | kiesett | kiesett | kiesett  |
| Robert Pinter    | 200 m pillangó | 1:59,59  | 3.       | 7.       | A       | 1:59,34 | 7.      | 7.       |
| Marian Satnoianu | 200 m vegyes   | 2:06,45  | 2.       | 25.      | kiesett | kiesett | kiesett | kiesett  |
| Marian Satnoianu | 400 m vegyes   | 4:26,33  | 6.       | 17.      | kiesett | kiesett | kiesett | kiesett  |

Női
| Versenyző                                                           | Versenyszám            | Előfutam | Előfutam | Előfutam | Döntő   | Döntő   | Döntő   | Helyezés |
| Versenyző                                                           | Versenyszám            | Idő      | Hely.    | Össz.    | Típus   | Idő     | Hely.   | Helyezés |
| ------------------------------------------------------------------- | ---------------------- | -------- | -------- | -------- | ------- | ------- | ------- | -------- |
| Diana Ureche                                                        | 50 m gyors             | 26,96    | 6.       | 30.      | kiesett | kiesett | kiesett | kiesett  |
| Diana Ureche                                                        | 100 m pillangó         | 1:02,72  | 3.       | 23.      | kiesett | kiesett | kiesett | kiesett  |
| Diana Ureche                                                        | 100 m gyors            | 58,83    | 6.*      | 31.*     | kiesett | kiesett | kiesett | kiesett  |
| Luminiţa Dobrescu                                                   | 100 m gyors            | 56,45    | 4.       | 11.      | B       | 56,17   | 2.      | 10.      |
| Luminiţa Dobrescu                                                   | 50 m gyors             | 26,76    | 1.*      | 21.*     | kiesett | kiesett | kiesett | kiesett  |
| Luminiţa Dobrescu                                                   | 200 m gyors            | 2:00,51  | 1.       | 3.       | A       | 2:00,48 | 5.      | 5.       |
| Carla-Creola Negrea                                                 | 200 m gyors            | 2:03,16  | 5.       | 16.      | B       | 2:02,96 | 7.      | 15.      |
| Carla-Creola Negrea                                                 | 400 m gyors            | 4:17,00  | 6.       | 14.      | B       | 4:14,92 | 5.      | 13.      |
| Carla-Creola Negrea                                                 | 800 m gyors            | 8:48,36  | 4.       | 11.      | kiesett | kiesett | kiesett | kiesett  |
| Beatrice Căşlaru                                                    | 800 m gyors            | 8:44,17  | 4.       | 10.      | kiesett | kiesett | kiesett | kiesett  |
| Beatrice Căşlaru                                                    | 200 m mell             | 2:34,97  | 6.       | 20.      | kiesett | kiesett | kiesett | kiesett  |
| Beatrice Căşlaru                                                    | 400 m vegyes           | 4:48,12  | 4.       | 9.       | B       | 4:50,60 | 7.      | 15.      |
| Beatrice Căşlaru                                                    | 400 m gyors            | 4:16,23  | 4.       | 12.      | B       | 4:14,90 | 4.      | 12.      |
| Claudia Stănescu                                                    | 100 m hát              | 1:04,44  | 7.       | 20.      | kiesett | kiesett | kiesett | kiesett  |
| Claudia Stănescu                                                    | 200 m hát              | 2:18,39  | 5.       | 29.      | kiesett | kiesett | kiesett | kiesett  |
| Iuliana Pantelimon                                                  | 100 m pillangó         | 1:04,07  | 6.       | 33.      | kiesett | kiesett | kiesett | kiesett  |
| Iuliana Pantelimon                                                  | 200 m pillangó         | 2:15,44  | 4.       | 14.      | B       | 2:14,95 | 6.      | 14.      |
| Corina Dumitru                                                      | 200 m pillangó         | 2:16,86  | 7.       | 21.      | kiesett | kiesett | kiesett | kiesett  |
| Noëmi Ildiko Lung                                                   | 200 m vegyes           | 2:18,12  | 5.       | 14.      | B       | 2:18,97 | 5.      | 13.      |
| Noëmi Ildiko Lung                                                   | 400 m vegyes           | 4:53,91  | 6.       | 18.      | kiesett | kiesett | kiesett | kiesett  |
| Diana Ureche Carla-Creola Negrea Beatrice Căşlaru Luminiţa Dobrescu | 4 × 100 m gyorsváltó   | 3:55,52  | 6.       | 12.      | kiesett | kiesett | kiesett | kiesett  |
| Claudia Stănescu Beatrice Căşlaru Diana Ureche Luminiţa Dobrescu    | 4 × 100 m vegyes váltó | 4:17,91  | 4.       | 12.      | kiesett | kiesett | kiesett | kiesett  |

* - egy másik versenyzővel azonos időt ért el

## Vívás
Férfi
| Versenyző                                                                       | Versenyszám       | Csoportkör | Csoportkör | Selejtező                        | 32-es főtábla                      | Egyenes ág a negyeddöntőért | Egyenes ág a negyeddöntőért | Vigaszág a negyeddöntőért                              | Vigaszág a negyeddöntőért       | Vigaszág a negyeddöntőért                     | Vigaszág a negyeddöntőért | Negyeddöntő             | Elődöntő                      | Döntő                                     | Helyezés |
| Versenyző                                                                       | Versenyszám       | Csoportkör | Csoportkör | Selejtező                        | 32-es főtábla                      | 1. kör                      | 2. kör                      | 1. kör                                                 | 2. kör                          | 3. kör                                        | 4. kör                    | Negyeddöntő             | Elődöntő                      | Döntő                                     | Helyezés |
| Versenyző                                                                       | Versenyszám       | Ellenfél Eredmény | Hely.      | Ellenfél Eredmény                | Ellenfél Eredmény                  | Ellenfél Eredmény           | Ellenfél Eredmény           | Ellenfél Eredmény                                      | Ellenfél Eredmény               | Ellenfél Eredmény                             | Ellenfél Eredmény         | Ellenfél Eredmény       | Ellenfél Eredmény             | Ellenfél Eredmény                         | Helyezés |
| ------------------------------------------------------------------------------- | ----------------- | --- | ---------- | -------------------------------- | ---------------------------------- | --------------------------- | --------------------------- | ------------------------------------------------------ | ------------------------------- | --------------------------------------------- | ------------------------- | ----------------------- | ----------------------------- | ----------------------------------------- | -------- |
| Cornel Milan                                                                    | Párbajtőr, egyéni | 3. csoport · Vánky Péter (SWE) · 3-5 · Andrej Suvalov (EUN) · 3-5 · Maciej Ciszewski (POL) · 4-5 · Mohammed el-Hamar (KUW) · 4-5 · Raúl Maroto (ESP) · 5-3 · Luciano Finardi (BRA) · 5-4         | 6.         | Olivier Lenglet (FRA) · 3-5, 1-5 | kiesett                            | kiesett                     | kiesett                     | kiesett                                                | kiesett                         | kiesett                                       | kiesett                   | kiesett                 | kiesett                       | kiesett                                   | 49.      |
| Gabriel Pantelimon                                                              | Párbajtőr, egyéni | 7. csoport · Sandro Cuomo (ITA) · 3-5 · Bogdan Nowosielski (CAN) · 4-5 · Fernando de la Peña (ESP) · 5-4 · Hegedűs Ferenc (HUN) · 5-2 · Dario Torrente (RSA) · 5-2 · Tanabe Norikazu (JPN) · 4-5 | 4.         | Jiří Douba (TCH) · 5-1, 2-5, 2-5 | kiesett                            | kiesett                     | kiesett                     | kiesett                                                | kiesett                         | kiesett                                       | kiesett                   | kiesett                 | kiesett                       | kiesett                                   | 36.      |
| Adrian Pop                                                                      | Párbajtőr, egyéni | 5. csoport · Mauricio Rivas (COL) · 4-5 · Maurizio Randazzo (ITA) · 5-2 · Gavin McLean (NZL) · 5-4 · Olivier Jacquet (SUI) · 5-2 · Mísel Júszef (LIB) · 5-0 · Enzo da Ponte (PAR) · 5-4          | 2.         | erőnyerő                         | Roberto Lazzarini (BRA) · 3-5, 3-5 |                             |                             | Robert Davidson (AUS) · 1-5, 5-3, 2-5                  | kiesett                         | kiesett                                       | kiesett                   | kiesett                 | kiesett                       | kiesett                                   | 25.      |
| Alexandru Chiculiţă                                                             | Kard, egyéni      | 5. csoport · Szabó Bence (HUN) · 4-5 · Jean-Phillippe Daurelle (FRA) · 4-5 · Kirkham Zavieh (GBR) · 5-4 · Csia Kuj-hua (Jia Guihua) (CHN) · 5-4                                                  | 3.         | erőnyerő                         | Felix Becker (GER) · 5-3, 2-5, 1-5 |                             |                             | Cseng Csao-kang (Zheng Zhaokang) (CHN) · 6-4, 4-6, 4-6 | kiesett                         | kiesett                                       | kiesett                   | kiesett                 | kiesett                       | kiesett                                   | 30.      |
| Daniel Grigore                                                                  | Kard, egyéni      | 1. csoport · Jörg Kempenich (GER) · 4-5 · Robert Kościelniakowski (POL) · 0-5 · Ian Williams (GBR) · 4-5 · Jean-François Lamour (FRA) · 5-4 · Számi el-Báker (KSA) · 5-0                         | 5.         | erőnyerő                         | Alekszandr Sirsov (EUN) · 5-6, 2-5 |                             |                             | Zíszisz Bambanászisz (GRE) · 5-2, 5-1                  | Jörg Kempenich (GER) · 5-2, 5-1 | Robert Kościelniakowski (POL) · 5-6, 6-5, 5-6 | kiesett                   | kiesett                 | kiesett                       | kiesett                                   | 16.      |
| Vilmoş Szabo                                                                    | Kard, egyéni      | 2. csoport · Jürgen Nolte (GER) · 5-4 · Marek Gniewkowski (POL) · 5-2 · George Mormando (USA) · 5-4 · Ricardo Menalda (BRA) · 5-3 · Jean-Marie Banos (CAN) · 4-5                                 | 1.         | erőnyerő                         | Michael Lofton (USA) · 2-5, 2-5    |                             |                             | Heorhij Pohoszov (EUN) · 3-5, 5-6                      | kiesett                         | kiesett                                       | kiesett                   | kiesett                 | kiesett                       | kiesett                                   | 26.      |
| Gheorghe Epurescu Nicolae Mihăilescu Cornel Milan Gabriel Pantelimon Adrian Pop | Párbajtőr, csapat | 3. csoport · Magyarország (HUN) · 5-9 · Németország (GER) · 2-9 | 3.         |                                  |                                    |                             |                             |                                                        |                                 |                                               |                           | kiesett                 | kiesett                       | kiesett                                   | 11.      |
| Alexandru Chiculiţă Victor Gaureanu Daniel Grigore Florin Lupeică Vilmoş Szabo  | Kard, csapat      | 2. csoport · Franciaország (FRA) · 7-9 · Egyesült Államok (USA) · 9-5 | 2.         |                                  |                                    |                             |                             |                                                        |                                 |                                               |                           | Olaszország (ITA) · 8-6 | Egyesített Csapat (EUN) · 6-9 | Bronzmérkőzés · Franciaország (FRA) · 4-9 | 4.       |

Női
| Versenyző                                                                                 | Versenyszám | Csoportkör | Csoportkör | Selejtező         | 32-es főtábla                             | Egyenes ág a negyeddöntőért            | Egyenes ág a negyeddöntőért        | Vigaszág a negyeddöntőért         | Vigaszág a negyeddöntőért                     | Vigaszág a negyeddöntőért                   | Vigaszág a negyeddöntőért                      | Negyeddöntő                                 | Elődöntő                | Döntő                                         | Helyezés |
| Versenyző                                                                                 | Versenyszám | Csoportkör | Csoportkör | Selejtező         | 32-es főtábla                             | 1. kör                                 | 2. kör                             | 1. kör                            | 2. kör                                        | 3. kör                                      | 4. kör                                         | Negyeddöntő                                 | Elődöntő                | Döntő                                         | Helyezés |
| Versenyző                                                                                 | Versenyszám | Ellenfél Eredmény | Hely.      | Ellenfél Eredmény | Ellenfél Eredmény                         | Ellenfél Eredmény                      | Ellenfél Eredmény                  | Ellenfél Eredmény                 | Ellenfél Eredmény                             | Ellenfél Eredmény                           | Ellenfél Eredmény                              | Ellenfél Eredmény                           | Ellenfél Eredmény       | Ellenfél Eredmény                             | Helyezés |
| ----------------------------------------------------------------------------------------- | ----------- | --- | ---------- | ----------------- | ----------------------------------------- | -------------------------------------- | ---------------------------------- | --------------------------------- | --------------------------------------------- | ------------------------------------------- | ---------------------------------------------- | ------------------------------------------- | ----------------------- | --------------------------------------------- | -------- |
| Elisabeta Guzganu-Tufan                                                                   | Tőr, egyéni | 6. csoport · Jánosi Zsuzsa (HUN) · 4-5 · Caitlin Bilodeaux (USA) · 5-1 · Laurence Modaine (FRA) · 5-1 · Julia Bracewell (GBR) · 5-1 · Yanina Iannuzzi (ARG) · 5-0 · Anna Sobczak (POL) · 2-5       | 2.         | erőnyerő          | Lydia Czuckermann-Hatuel (ISR) · 5-0, 5-2 | Laurence Modaine (FRA) · 4-6, 5-2, 2-5 |                                    |                                   | Claudia Grigorescu (ROU) · 6-5, 3-5, 3-5      | kiesett                                     | kiesett                                        | kiesett                                     | kiesett                 | kiesett                                       | 21.      |
| Claudia Grigorescu                                                                        | Tőr, egyéni | 3. csoport · Jelena Glikina (EUN) · 2-5 · Barbara Wolnicka (POL) · 3-5 · Sabine Bau (GER) · 5-2 · Kim Dzsinszun (KOR) · 5-1 · Molly Sullivan (USA) · 5-0                                           | 3.         | erőnyerő          | Margherita Zalaffi (ITA) · 3-5, 4-6       |                                        |                                    | Renée Aubin (CAN) · 2-5, 5-3, 6-4 | Elisabeta Guzganu-Tufan (ROU) · 5-6, 5-3, 5-3 | Zita-Eva Funkenhauser (GER) · 5-6, 5-2, 5-1 | Vang Huj-feng (Wang Hui-feng) (CHN) · 1-5, 2-5 | kiesett                                     | kiesett                 | kiesett                                       | 12.      |
| Szabó-Lázár Réka                                                                          | Tőr, egyéni | 5. csoport · Stefanek Gertrúd (HUN) · 2-5 · O Csie (E Jie) (CHN) · 5-2 · Rosa María Castillejo (ESP) · 5-2 · Sandra Giancola (ARG) · 5-3 · Elvia Reyes (HON) · 5-0 · Giovanna Trillini (ITA) · 2-5 | 2.         | erőnyerő          | O Csie (E Jie) (CHN) · 5-3, 5-3           | Sin Seong-Ja (KOR) · 6-4, 6-4          | Giovanna Trillini (ITA) · 5-1, 5-2 |                                   |                                               |                                             |                                                | Tatyjana Szadovszkaja (EUN) · 5-0, 2-5, 2-5 | kiesett                 | kiesett                                       | 6.       |
| Laura Badea Roxana Dumitrescu Elisabeta Guzganu-Tufan Claudia Grigorescu Szabó-Lázár Réka | Tőr, csapat | 3. csoport · Németország (GER) · 5-9 · Kanada (CAN) · 9-0 | 2.         |                   |                                           |                                        |                                    |                                   |                                               |                                             |                                                | Kína (CHN) · 8-7                            | Olaszország (ITA) · 3-9 | Bronzmérkőzés · Egyesített Csapat (EUN) · 8-8 |          |